# Bzikebi

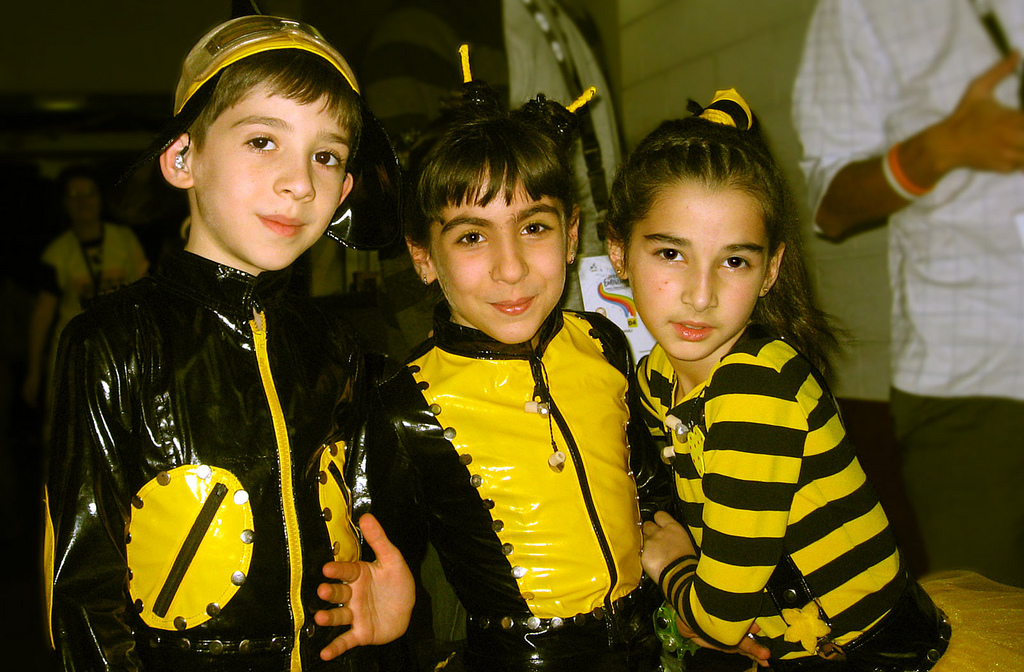
Bzikebi

Bzikebi (georgiano: ბზიკები, "vespas") é um grupo georgiano composto por Giorgi Shiolashvili, Mariam Kikuashvili e Mariam Tatulashvili. todos eles com dez anos de idade durante a apresentação. Eles representaram a Geórgia no Festival Eurovisão da Canção Júnior 2008 com a canção "Bzzz", terminando em 1º lugar com 154 pontos.